# Alucita baihua
Alucita baihua är en fjärilsart som beskrevs av Yang 1977. Alucita baihua ingår i släktet Alucita och familjen mångfliksmott, (Alucitidae). Inga underarter finns listade i Catalogue of Life.